# Le Marathon du lit
Pour plus de détails, voir Fiche technique et Distribution.
Le Marathon du lit est un téléfilm français réalisé par Bruno Gantillon en 2001. Il dure 90 minutes.

## Synopsis
Jean-Claude Millet, jeune et brillant gérant du magasin de meubles « confort et style », conçoit « l'idée géniale » pour vendre Goodnite, une nouvelle marque de literie, d'organiser Le Marathon du lit. Dans la vitrine de son magasin, il installe trois chambres à coucher et sélectionne parmi les candidats, nombreux, trois couples. Le couple gagnant sera celui qui restera le plus longtemps au lit. Les vainqueurs recevront la chambre ou son équivalent en chèque. Le marathon peut commencer.

## Distribution
- Annie Girardot : Clotilde
- Paul Crauchet : Simon
- Christine Murillo : Jeanine
- Patrick Raynal : Raymond
- Isabelle Linnartz : Rose
- Bruno Slagmulder : Marco
- Bruno Ricci : Gérard
- Guillaume de Tonquédec : Jean-Claude